# Polde Dežman
Polde Dežman, slovenski igralec in lutkovni režiser, * 13. oktober 1916, Ljubljana, † 22. julij 1982, Ljubljana.
Nastopati je začel pred vojno v Mrakovi igralski skupini. Med narodnoosvobodilno borbo je bil igralec in režiser igralske skupine 9. korpusa. Po osvoboditvi je nastopal v Slovenskem stalnem gledališču v Trstu, v Drami SNG Ljubljana, Mestnem gledališču Ptuj in ljubljanskem Mestnem gledališču (1952-1956). V Lutkovnem gledališču Ljubljana je kot direktor (1956-1972) pridobil za sodelovanje vrsto novih ustvarjalcev - piscev, režiserjev in likovnikov, kar je pripomoglo k širši uveljavitvi lutkovne umetnosti. Kor režiser je na osnovi Pengovovega (Jože Pengov, lutkar in režiser; 1916-1968) modela skušal spojiti ostanke realistične igralske izkušnje s težnjami sodobnega lutkovnega gladališča. Kot režiser je ustvaril več lutkovnih predstav, med drugimi tudi: Hudobnega graščaka, Igračke na cestah, Zmešnjava in druge.